# معبد آناهیتا (رفسنجان)
برای اطلاعات بیشتر دیگر بناها با نام معبد آناهیتا را نیز ببنید.
معبد آناهیتا در روستای حسین آباد در بخش خنامان از شهرستان رفسنجان قرار دارد.این مکان در زمان قاجاریه به صورت قلعه ی پناهگاه دزدان و راهزنان بوده است به همین سبب از این به بعد به اشتباه قلعه ی دزدان نامیده شده است.
تاریخ این قلعه به هزاره اول پیش از میلاد مسیح بر می گردد.
در اواخر تابستان (1900) مطابق با 1279 ه،ش در حوالی روستای کاخ در دامنه یک پشته کم ارتفاع در شمال تپه بلندی که ویرانه های پادگانی به نام قلعه دختر بر فراز آن قرار دارد آثار و اشیای توسط اهالی به دست آمد این رویداد در کتاب سفرنامه یازده هزار مایل در ایران ، سرپرستی سایکس چنین آمده (درکرمان یکی از خوانین محل به اینجانب اضهار داشت که اواخر در موقع حفر اراضی باغ خود در خنامان مقداری اشیاء و آلات مفرغی کشف کرده است پس از این من تقاضا کردم آنها را به اینجانب ارائه دهد در پاسخ گفت نوکرهاتمام آنها را دور انداخته اند و شاید فقط یکی دو قطعه در خنامان باقی مانده باشد ، لذا اینجانب به عزم حرکت کردم)
سایکس پس از ورود به خنامان به تحقیق و برسی میپردازد در مورد مشاهدات خود از آن محل
می نویسد: ( صد ها قبر در عمق پنج پا (۱/۵۲متر) در اراضی خنامان پیدا شد و چون اجساد مردگان متلاشی گردیده معلوم نیست آنها را به کدام سمت و چه ترتیبی دفن کرده اند)
پس از تحقیق گفته شد:  (تعدادی کاسه،کوزه،وسیله ای شبیه به تبر که از مفرغ ساخته شده و چند عدد گوشواره و دستبند نقره و چند دانه عقیق در این محل کشف گردیده است اشیائ فوق الذکر را خریداری و به موزه بریتانیا حمل نمودم)